# Little Pumbly Cove
Little Pumbly Cove est une anse canadienne de l’île de Terre-Neuve dans la province de Terre-Neuve-et-Labrador.